# 郑巨源
鄭巨源（？—？），籍貫不詳。唐朝政治人物。
唐德宗貞元十三年（797年）丁丑科狀元，主考官是禮部侍郎呂渭。事蹟於正史無傳。